# Silvia Federici
Silvia Federici (Parma, Italia, 24 de abril de 1942) es una filósofa, historiadora. escritora, profesora, activista feminista y marxista italo-estadounidense. En sus trabajos concluye que el trabajo reproductivo y de cuidados que hacen las mujeres, sin obtener una remuneración económica a cambio, es la base sobre la que se sostiene el capitalismo. En los años setenta fue una de las impulsoras de las campañas que comenzaron a reivindicar un salario para el trabajo doméstico realizado por las mujeres sin ninguna retribución como demanda de la economía feminista. En la década de 1980 trabajó durante varios años como profesora en Nigeria. Ambas trayectorias convergen en dos de sus obras más conocidas: Calibán y la bruja: mujeres, cuerpo y acumulación originaria (2004) y Revolución en punto cero: trabajo doméstico, reproducción y luchas feministas (2013). Se sitúa en el movimiento autónomo dentro de la tradición marxista, a la que critica desde el feminismo por considerar que Marx solamente valoró el trabajo asalariado y obvió el trabajo reproductivo -véase en este sentido su libro de 2018 El patriarcado del salario-. De esta forma aportó una nueva perspectiva al análisis marxista y materialista del trabajo. En la actualidad es profesora emérita de la Universidad Hofstra en Nueva York.Su pareja es el filósofo marxista George Caffentzis

## Biografía
Es la segunda de dos hermanas y la que nació durante la Segunda Guerra Mundial. Creció en el norte de Italia, en la región Emilia-Romaña, zona comunista y antifascista. Durante la guerra, su familia se mudó al campo, porque la ciudad de Parma era bombardeada todas las noches. Su madre, de origen campesino, fue la encargada de cuidar la familia durante los bombardeos, mientras que su padre debía ir en bicicleta todos los días a la ciudad Su padre era historiador y profesor de filosofía, quien se consideraba liberal antifascista y anticlerical, y con quien hablaba sobre política y filosofía. Sus padres mantuvieron una formación patriarcal, en la que el trabajo de la madre no era visible, mientras que su padre consideraba que el trabajo doméstico no era un trabajo.
Su rechazo a vivir bajo controles patriarcales incluso después de terminar su carrera, le llevó a pensar cómo salir del país. Aplicó a varias becas, que le permitieron viajar un verano a Edimburgo en 1966 y a la ciudad de Buffalo, al norte del Estado de Nueva York, en 1967. En 1970, luego de graduarse de su maestría, se mudó al barrio de Park Slope, en Brooklyn. En 1973, conoció a su pareja, el filósofo marxista George Caffentzis

## Trayectoria
Estudió su preparatoria en una ciudad de la región Emilia. Su pregrado lo hizo en la Universidad de Bolonia, con cuatro años en Letras y dos en Filosofía, y recibió su licenciatura en 1965.
En 1966, obtuvo una beca para ir a la Escuela de Verano de Literatura, en Edimburgo. Ahí, sus compañeros le comentaron la posibilidad de ir a la Universidad de Buffalo. Luego, se inscribió en el programa de doctorado de la Facultad de Filosofía de la Universidad de Bolonia, donde eligió un docente conservador de izquierda especializado en la rama de la estética Sin embargo, el docente le impuso el tema de la tesis y el autor a estudiar, porque él quería alguien que pudiera leer en inglés. La tesis sería sobre el escritor inglés T. S. Elliot en relación con la fenomenología. Para ello, obtuvo la beca Fulbright para viajar a Estados Unidos en 1967, a la Universidad de Buffalo (en inglés, State University of New York at Buffalo), lugar central de estudios fenomenológicos en dicho país. Estando ahí, el movimiento estudiantil le pareció mejor, incluso para cambiar el tema de su tesis a uno sobre Lukács y decidir estudiar su doctorado ahí. Así, dejó el programa italiano de doctorado.Su maestría la terminó en 1970 y su doctorado, en 1980
En octubre de 1968, fue a Ciudad de México por un mes, donde obtuvo información y pruebas de la masacre de Tlatelolco. En 1972, Federici participó en la fundación del Colectivo Feminista Internacional en Padua, Italia, organización que puso en marcha la campaña internacional Wages For Housework (WFH) a favor del salario por el trabajo doméstico. Con otros miembros de la organización como Mariarosa Dalla Costa y Selma James, y con autoras feministas como Maria Mies y Vandana Shiva, Federici ha sido instrumental en el desarrollo del concepto de "reproducción" como una clave para las relaciones de clase de explotación y dominación en contextos locales y globales, así como en el centro de las formas de autonomía y los comunes.
De 1984 a 1987, fue profesora interina en la Universidad de Port Harcourt en Nigeria. Por su contacto con la implementación de políticas neoliberales, procesos de recolonización, cercamiento de tierras y la agricultura de subsistencia en África, fue cofundadora del Committee for Academic Freedom in Africa, organización dedicada al apoyo de las luchas de estudiantes y profesorado en África contra los ajustes estructurales de las economías de África y los Sistemas Educativos. También es miembro de la asociación Midnight Notes Collective.
De 1987 a 2005, fue profesora de los cursos sobre estudios internacionales, estudios de mujeres y filosofía política en el New College de la Universidad Hofstra de Nueva York, de la cual es profesora emérita y Teaching Fellow. 
Desde 1994 y durante la década de 1990, viajó a Ciudad de México con algunos estudiantes y una colega, como parte de un curso que dictaba en la Universidad Hofstra.
Publicó una serie de trabajos en este campo, incluyendo el aclamado Calibán y la bruja: la mujer, el cuerpo y la acumulación originaria (Autonomedia, 2004), que fue traducido a numerosos idiomas. El libro detalla la relación entre los juicios de brujas europeas de los siglos XVI y XVII y el ascenso del capitalismo, destacando la relación continua entre la opresión y la acumulación en el desarrollo capitalista.

## Pensamiento
En sus trabajos, Federici analiza el capitalismo y el trabajo asalariado y reproductivo desde una perspectiva de género y denuncia que el cuerpo de las mujeres es la última frontera del capitalismo.

La mayoría de las mujeres trabajan fuera de casa pero siguen encargándose de este trabajo y tienen que absorber esta parte de tareas que antes eran públicas. Por otro lado, la crisis del empleo y del salario crea nuevas tensiones entre las mujeres y los hombres. Que las mujeres tengan más autonomía ha creado tensiones y un aumento de la violencia masculina. El hecho de que los hombres no tengan el poder económico y al mismo tiempo las mujeres reivindican una mayor autonomía ha creado formas de violencia masculina contra las mujeres que se pueden ver en todo el mundo.
Silvia Federici (2014)

Federici denuncia también la intervención de la ONU (Organización de las Naciones Unidas) en la agenda y las políticas feministas con el objetivo de usar el feminismo para promover el neoliberalismo y para contrarrestar el potencial subversivo que tenía el movimiento de mujeres en términos, por ejemplo, de lucha contra la división sexual del trabajo y contra todos los mecanismos de explotación.

A través de varias conferencias mundiales, por ejemplo, se presentaban así misma como la representación de las mujeres del mundo y de lo que es o no el feminismo. Por otro lado, su otro objetivo era 'educar' a los gobiernos del mundo en que algo tenía que cambiar en la legislación laboral para permitir la entrada de las mujeres en el trabajo asalariado.
Silvia Federici (2014)

Por sus posturas, el pensamiento de Silvia Federici ha sido situado "en sintonía con un comunismo anárquico de corte kropotkiniano".

### Calibán y la bruja
Federici publicó en 2004 Calibán y la bruja. Mujeres, cuerpo y acumulación originaria (Caliban and the Witch: Women, the Body and Primitive Accumulation) donde desarrolla las teorías de Leopoldina Fortunati. Silvia argumenta contra la teoría de la acumulación primitiva de Karl Marx. Para Marx, la acumulación primitiva era precursora del capitalismo; para Federici, la acumulación primitiva es una característica fundamental y básica del capitalismo ya que el capitalismo, con el fin de perpetuarse, requiere de una infusión constante de capital expropiado. En sus recientes presentaciones públicas, Federici, que podría calificarse como una socióloga marxista-feminista del trabajo, ha sostenido su apoyo al reconocimiento del trabajo doméstico, el trabajo sexual y especialmente, la lucha por los comunes.

La caza de brujas no terminó en los S.XVIII-XIX, la caza de brujas ha continuado a través de la colonización en todos los países.
Silvia Federicci (2022). II Encuentro feminista internacional sobre la caza de brujas realizado en el Museo Nacional Centro de Arte Reina Sofía.

En el capitalismo, existe una organización del trabajo que tiene dos vertientes: (1) los hombres (y ahora también algunas mujeres) desarrollan la producción de mercancías; (2) las mujeres llevan a cabo la producción de la fuerza de trabajo para el mercado. La discriminación viene del hecho de que este trabajo es inapreciable. El trabajador masculino tiene cierto poder social, por muy limitado que sea, debido a que cobra un sueldo y que su trabajo está reconocido. Pero la realidad es que, si observamos el capitalismo a través del trabajo asalariado, que incluye trabajo asalariado y trabajo no asalariado, veremos como la relación salarial es mucho más compleja que si sólo tenemos en cuenta el trabajo asalariado, puesto que el trabajo asalariado incluye también mecanismos de exclusión; incluye, como de hecho dice Marx, mecanismos para la extracción de trabajo no asalariado. Marx habría olvidado el trabajo reproductivo (la reproducción de seres humanos), que es tan importante y necesaria para el capitalismo. 
Federici relaciona esta expropiación con el trabajo reproductivo y no remunerado que realizan las mujeres y con la reproducción, clave para el surgimiento de una economía capitalista basada en el trabajo asalariado. En relación con esto, describe la lucha histórica por los bienes comunales y la lucha por el comunalismo. En lugar de ver al capitalismo como un triunfo liberador del feudalismo, Federici interpreta el ascenso del capitalismo como un movimiento reaccionario para eliminar el comunalismo y mantener el contrato social básico tradicional.

Mi tesis es que no podemos comprender las causas y las raíces de estos fenómenos (la caza de brujas)  si no los conectamos con los procesos de las ultimas tres o cuatros décadas que han contribuido a la expansión del capitalismo a nivel global.
Silvia Federicci (2022). II Encuentro feminista internacional sobre la caza de brujas realizado en el Museo Nacional Centro de Arte Reina Sofía.

La autora sitúa la institucionalización de la violación así como los procesos, torturas y quemas de las herejes y la caza de brujas, en el centro de una subyugación metódica de las mujeres y la apropiación de su fuerza de trabajo. Esto está ligado a la expropiación colonial y proporciona un marco para la comprensión de la labor del Fondo Monetario Internacional, el Banco Mundial y otras instituciones que promueven activamente y participación en un nuevo ciclo de acumulación primitiva, por la cual bienes básicos como el agua, las semillas, incluso nuestro código genético están siendo privatizados en lo que equivale a una nueva ronda de apropiación de bienes básicos relacionados con la supervivencia.

Federici ha descrito el proceso que explica en su libro sobre la caza de brujas llevada a cabo en los siglos XVI y XVII como "una persecución sin precedentes" en la historia de la humanidad porque fue la primera vez en la que toda una población de mujeres fueron acusadas de ser "los seres más abominables del mundo". En aquellos tiempos comienza en Europa una legislación que penaliza el aborto y es así como las mujeres que hacen uso del mismo son condenadas en muchos países a muerte a través de la decapitación. "Al mismo tiempo se introduce toda un red de policías de vigilancia que controlan a las mujeres embarazadas para forzarlas a declarar su embarazo, para impedirles cometer algo contra el feto", cuenta la escritora sobre estas políticas con las que se puede comprender la primera fase del desarrollo del capitalismo, cuando se descubre la importancia de la fuerza de trabajo.
Laura Murillo Rubio. Entrevista a Silvia Federici. (2014)

## Publicaciones

### Libros como autora
- 1984 - (con Leopoldina Fortunati) Il grande Calibano. Storia del corpo sociale ribelle nella prima fase del capitale
- 2004 - Il Femminismo e il Movimento contro la guerra USA, in Derive Approdi (n.24)
- 2004 - Calibán y la bruja. Mujeres, cuerpo y acumulación originaria (Caliban and the Witch: Women, the Body and Primitive Accumulation). Brooklyn, NY: Autonomedia. (edición española en la editorial Traficantes de sueños).
- 2012 - Revolution at Point Zero: Housework, Reproduction, and Feminist Struggle, Brooklyn/Oakland: Common Notions/PM Press
- 2013 - Revolución en punto cero: trabajo doméstico, reproducción y luchas feministas Traficantes de sueños.
- 2018 - El patriarcado del salario. Críticas feministas al Marxismo, Traficantes de sueños. ISBN 978-84-948063-3-4. Licencia CC BY-NC-ND.[22]

### Libros como editora
- (1995) (ed.) Enduring Western Civilization: The Construction of the Concept of Western Civilization and Its "Others". Westport, CT, and London: Praeger.
- (2000) (ed.) A Thousand Flowers: Structural Adjustment and the Struggle for Education in Africa. Africa World Press.
- (2000) (eds.) African Visions: Literary Images, Political Change, and Social Struggle in Contemporary Africa. Westport, CT, and London: Praeger.

### Conferencias y archivos de audio
- Silvia Federici, recorded live at Fusion Arts, NYC. (11.30.04)
- Audio from a talk entitled The Body, Capitalist Accumulation And The Accumulation Of Labour Power by Silvia Federici for Bristol Radical History Group